# Demotie
Demotie of degradatie betekent teruggaan uit een hogere functie naar een lagere. Het is het tegenovergestelde van promotie.
Demotie houdt vaak een salarisverlaging in, of verlies van emolumenten en privileges. Aan de andere kant houdt het meestal een vermindering van werkdruk in. Soms is bij demotie ook sprake van vast dienstverband naar detachering of flexwerk.

## Redenen
Het initiatief voor een stapje terug kan bij de werknemer liggen, maar het kan ook de werkgever zijn die demotie voorstelt vanwege het gedrag of disfunctioneren van de werknemer. De meest voorkomende redenen voor demotie zijn:
- De werknemer wil een stap terug doen omdat de werkdruk hem te veel wordt of omdat hij meer tijd aan andere zaken wil besteden;
- De demotie vormt overgangstraject naar pensionering;
- Disfunctioneren in de huidige functie;
- Een strafmaatregel wegens wangedrag;
- Financiële problemen bij de werkgever, waarbij demotie wordt gebruikt als alternatief voor ontslag;
- De huidige functie verdwijnt en de werkgever ziet slechts plaats voor de werknemer in een lagere functie in een andere afdeling, bijvoorbeeld omdat de werknemer de nodige ervaring of kennis mist of er in gelijke of hogere functies geen plaats meer is.

## Demotie als opgelegde maatregel
In Nederland wordt vaak negatief tegen demotie aangekeken omdat het veelal een maatregel is die wordt opgelegd door de werkgever aan de werknemer als strafmaatregel of wegens disfunctioneren.
Demotie of degradatie als strafmaatregel komt voor en neemt in het spectrum van strafmaatregelen op het werk een middenpositie in tussen lichte straffen voor kleinere vergrijpen (onbetaald verlof, schorsing of een waarschuwing, tijdelijke intrekking van privileges) en zwaardere straffen voor serieuze vergrijpen als diefstal, sabotage of agressie (ontslag, aangifte bij de politie, het starten van een civiele procedure).
Ook kan disfunctioneren een reden zijn iemand in positie terug te plaatsen. Dit kan vooral zinvol zijn wanneer iemand al heeft aangetoond in de 'lagere' functie wel succesvol te zijn.
Wanneer demotie echter door de werkgever wordt opgelegd kan dit voor de werknemer als een zware klap aankomen. Dit kan leiden tot dusdanige demotivatie dat de werknemer ander werk gaat zoeken of moet worden ontslagen omdat zijn prestaties nog verder dalen.

## Langer doorwerken
Wanneer demotie in onderling overleg is overeengekomen is de connotatie veel positiever.
Demotie is sinds 2005 een populaire en gewenste methode om de oudere werknemers binnen het bedrijf te houden zodat zij niet vroegtijdig uitvallen of met pensioen gaan. Hier is dan sprake van teruggaan naar een lagere functie en dus salaris inleveren. Voormalig minister Piet Hein Donner toonde zich een voorstander van demotie. Over het algemeen zijn de vakbonden fel tegen een salarisverlaging en de werkgevers zijn nog zoekende.
Werknemers zijn niet altijd afkerig tegen de demotie. Wanneer zij worden ingezet om jonge werknemers te coachen of begeleiden voelen zij zich erkend voor hun ervaring, kennis en creativiteit. Andere werknemers die zwaar fysiek werk doen, zijn blij dat zij nu bijvoorbeeld administratief werk kunnen doen.
Er is een aantal voorbeelden bekend waarbij demotie succesvol is toegepast. De meest bekende zijn de Zilverpool van Achmea en Ideeëncoaches van NedTrain. Desondanks blijkt uit een onderzoek van werkgeversvereniging AWVN onder haar leden dat slechts een kwart van de ondernemingen erop voorbereid is om ouderen langer aan het werk te houden. Demotie is bij bedrijven die wel voorbereid zijn een veel toegepaste manier.

## Terugdraaien van promoties
Demotie kan ook het terugdraaien van een promotie behelzen. Vooral in hiërarchische organisaties is er immers een discrepantie tussen de taken van een werknemer die zich op de core business toespitsen, en die van managers waarbij het accent verschuift naar aansturen en leidinggeven, rapportage, statistiek, kosten/batenanalyse en strategisch denken. Werknemers worden in sommige gevallen gepromoveerd op goed functioneren, maar dit hoeft niet per se te betekenen dat managementvaardigheden hen ook goed afgaan. Hier komt bij dat ze sociale druk ervaren om de promotie te aanvaarden. Deze werknemers zullen graag terugwillen naar hun oude taken, eventueel met een ander 'extraatje' waarmee de onderneming haar dankbaarheid en waardering toont. In dit geval is het mogelijk dat een demotie en/of aanpassing van de functie een geschikt alternatief is om de werknemer binnenboord en productief te houden.

## Demotie elders
Het woord degradatie heeft een negatievere connotatie dan demotie en wordt in tegenstelling tot demotie ook gebruikt voor een rangverlaging als strafmaatregel. Daarom bestaat er nog veel verzet en onbegrip in het algemeen op de arbeidsmarkt. In landen als Japan, Korea en China is demotie al decennia een gangbare manier om jonge talenten een plaats te gunnen. 'Oudere toppers' schuiven geleidelijk aan naar de tweede, derde linie en het pensioen.